# Bassendean Oval
Het Bassendean Oval (ook wel bekend als het Steel Blue Oval) is een stadion in de West-Australische plaats Bassendean. Het heeft een capaciteit van 22.000 toeschouwers en wordt voornamelijk gebruikt voor de sport Australian football. Het is de thuisbasis van de Swan Districts Football Club, die tevens beheerder is van het stadion.
Een recordaantal bezoekers werd in 1980 gemeten. 22.350 toeschouwers kwamen richting het stadion voor een wedstrijd tussen Swan Districts Football Club en West Perth Football Club.
In 2010 was het stadion gastheer van het Big Day Out-muziekfestival. In 2009 en 2010 werd tevens het muziekfestival Soundwave in de Bassendean Oval gehouden. In september 2010 werd besloten om geen concerten meer te houden in het stadion, omdat dit de kwaliteit van het speelveld te veel zou beïnvloeden.

## Galerij

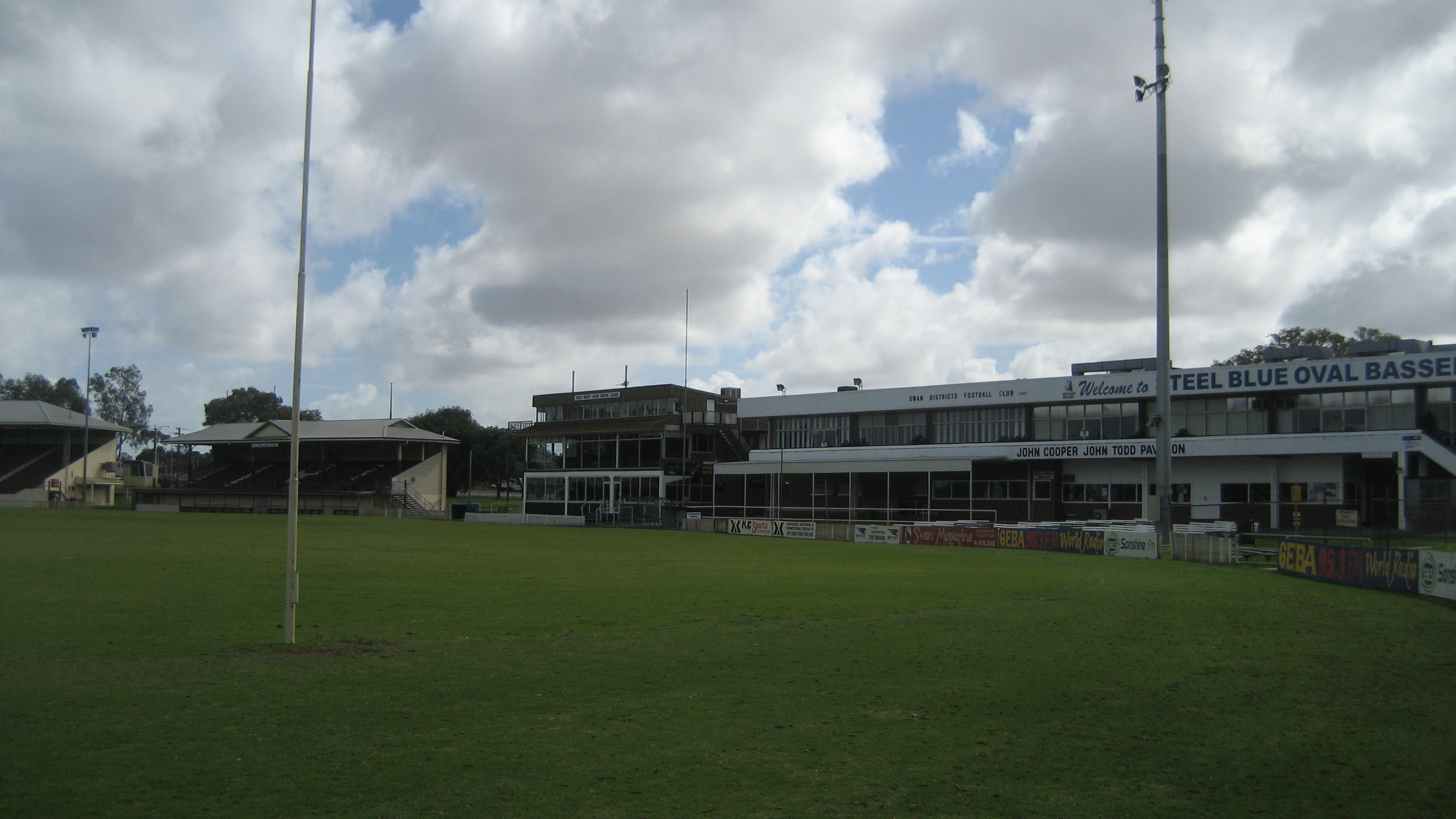
Binnenkant van het stadion.
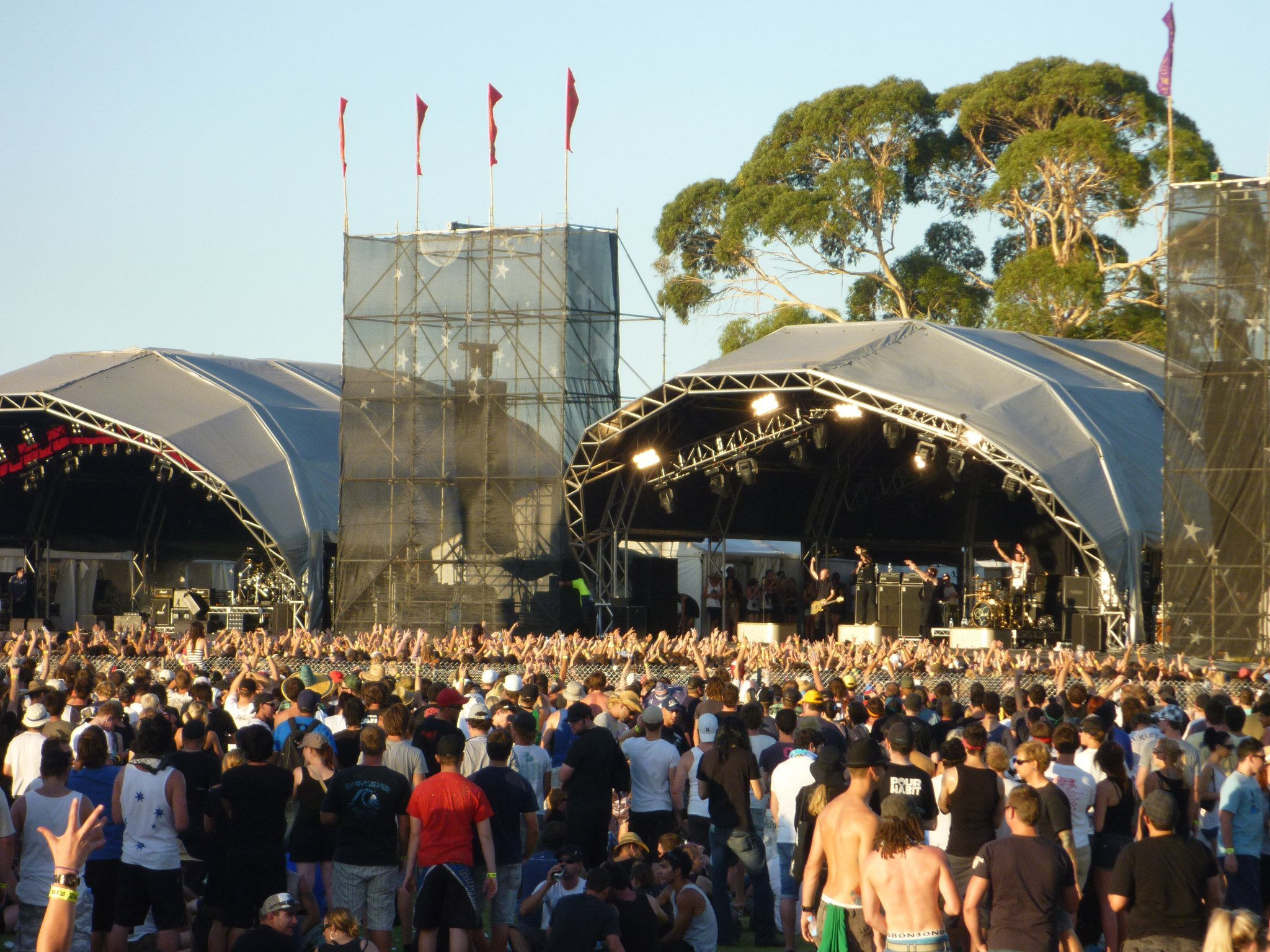
Podium van het Soundwave-muziekfestival.